# Newry (Pensilvania)
Newry es un borough ubicado en el condado de Blair en el estado estadounidense de Pensilvania. En el año 2000 tenía una población de 245 habitantes y una densidad poblacional de 946 personas por km².

## Geografía
Newry se encuentra ubicado en las coordenadas 40°23′36″N 78°26′6″O / 40.39333, -78.43500.

## Demografía
Según la Oficina del Censo en 2007 los ingresos medios por hogar en la localidad eran de $24,688 y los ingresos medios por familia eran $39,375. Los hombres tenían unos ingresos medios de $38,500 frente a los $18,333 para las mujeres. La renta per cápita para la localidad era de $14,949. Alrededor del 14.2% de la población estaba por debajo del umbral de pobreza.